# Parco Zoo Punta Verde
Il Parco Zoo Punta Verde è un moderno giardino zoologico situato nel comune di Lignano Sabbiadoro, in provincia di Udine. Fondato nel 1979, sorge su un terreno di circa 10 ettari situato sulla sponda sinistra del fiume Tagliamento.
Ospita circa 1000 animali appartenenti a oltre 80 specie diverse. Lo zoo è membro dell'Unione Italiana Zoo e Acquari (UIZA), dell'European Association of Zoos and Aquaria (EAZA), della Word Association of Zoos and Aquaria (WAZA) e dell'International Zoo Educators Association (IZE).
Il parco partecipa a Programmi europei per le specie minacciate (EEP), collabora a progetti di ricerca con università italiane e sostiene campagne di conservazione a favore di specie a rischio di estinzione, degli habitat in cui esse vivono e di sviluppo sostenibile delle comunità locali.
Nel 2002 il Parco Zoo Punta Verde è stato il primo zoo al mondo a sostenere un progetto di conservazione a favore del Leontopithecus caissara, una piccola scimmia non presente in ambiente controllato, che vive in una zona molto ristretta della foresta atlantica in Brasile.

## Missione
La missione del Parco Zoo Punta Verde si fonda su quattro punti fondamentali:
- l’educazione del proprio pubblico verso una maggiore cultura e sensibilità nei confronti del mondo animale e dell’ambiente, attraverso mirati programmi di educazione ambientale rivolti al pubblico generico e alle scuole di ogni ordine e grado;
- la conservazione della biodiversità attraverso la partecipazione a programmi in situ ed ex situ;
- la ricerca attraverso collaborazioni con università, musei e istituti scientifici in genere, finalizzata ad approfondire le conoscenze scientifiche in campo biologico ed etologico;
- l'offerta di emozioni attraverso una giornata di svago in un ambiente piacevole che favorisce il contatto con la natura, contribuendo a rispettarla.

## Benessere animale

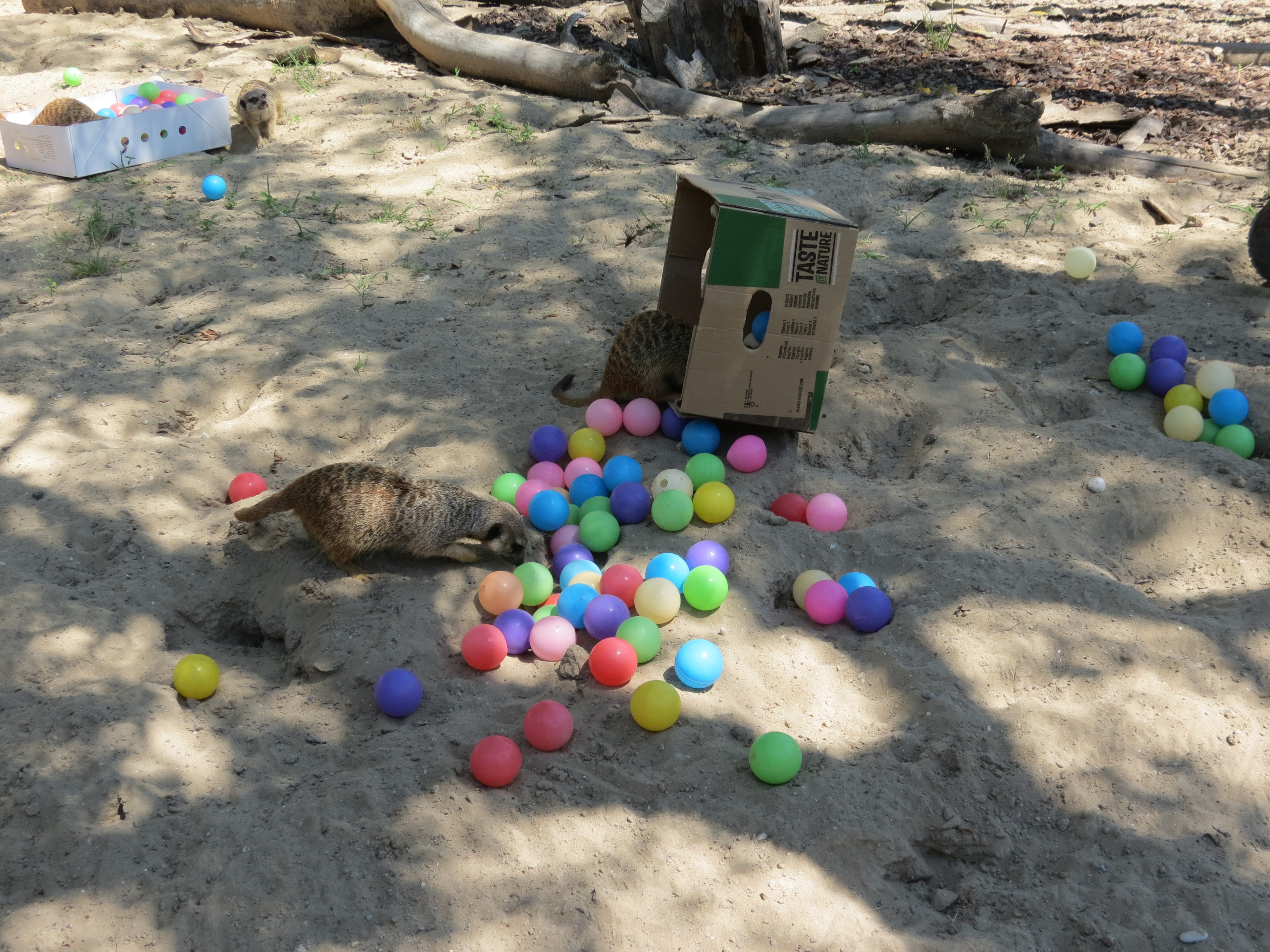
Suricati: arricchimento ambientale

Per garantire un’adeguata qualità di vita agli animali dei giardini zoologici è necessario comprendere i determinanti del benessere di ogni singola specie e di ogni individuo, ossia le condizioni di buona salute mentale, fisica ed emotiva. A tal fine, il Parco Zoo Punta Verde ha creato un piano di arricchimenti e un programma di training che vede coinvolti quotidianamente gli animali ospiti del Parco e i loro guardiani.

## Animali del parco
- Alpaca
- Ara giacinto
- Ara macao
- Armadillo dalle tre fasce
- Beccaccia di mare
- Boa costrittore
- Bradipo didattilo
- Cammello
- Cane della prateria
- Canguro rosso
- Capibara
- Capretta tibetana
- Caracal
- Cicogna bianca
- Clamidosauro
- Cormorano
- Dendrocigna delle Indie occidentali
- Drago barbuto
- Emù
- Fenicottero cileno
- Fenicottero rosa
- Gibbone dalle mani bianche
- Giraffa
- Gru coronata
- Ibis bianco
- Ibis eremita
- Ibis faccia nera
- Ibis rosso
- Iguana dai tubercoli
- Ippopotamo
- Kookaburra
- Lemure coronato
- Lemure dalla coda ad anelli
- Leone
- Leontipiteco testa dorata
- Leopardo dell'Amur
- Leopardo delle nevi
- Lince euroasiatica
- Lontra asiatica
- Nandù
- Orice dalle corna a sciabola
- Orso bruno
- Otaria del Capo
- Panda rosso
- Pellicano rosato
- Puma
- Scimmia leonina
- Struzzo
- Suricato
- Tamarino edipo
- Tamarino di Goeldi
- Tamarino imperatore
- Tapiro sudamericano
- Tarantola dalle ginocchia rosse
- Testuggine delle Seychelles
- Tigre siberiana
- Turaco verde
- Vari bianconero
- Wallaby dal collo rosso
- Zebra di Grant

## Conservazione

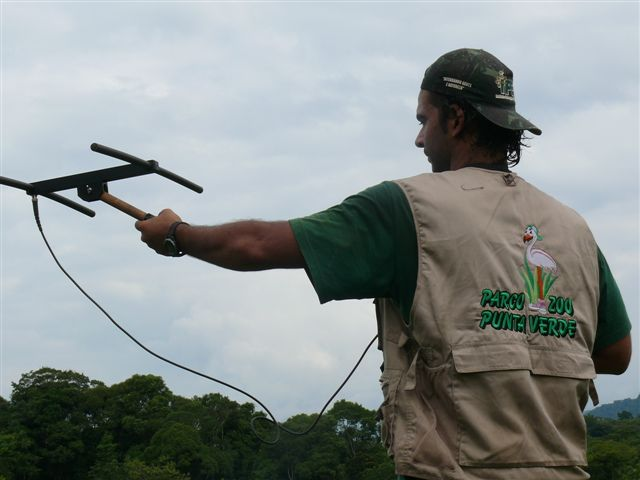
Localizzazione radiocollare

Da anni il parco partecipa a numerosi progetti di conservazione per la tutela e la salvaguardia di flora e fauna in via d'estinzione. 
- Snow Leopard Trust
- Giraffe Conservation Foundation
- Wild Cats Conservation Alliance
- Red Panda Network
- Controllo stato di salute di Leontopithecus caissaraSave the caissara
- Volohasy

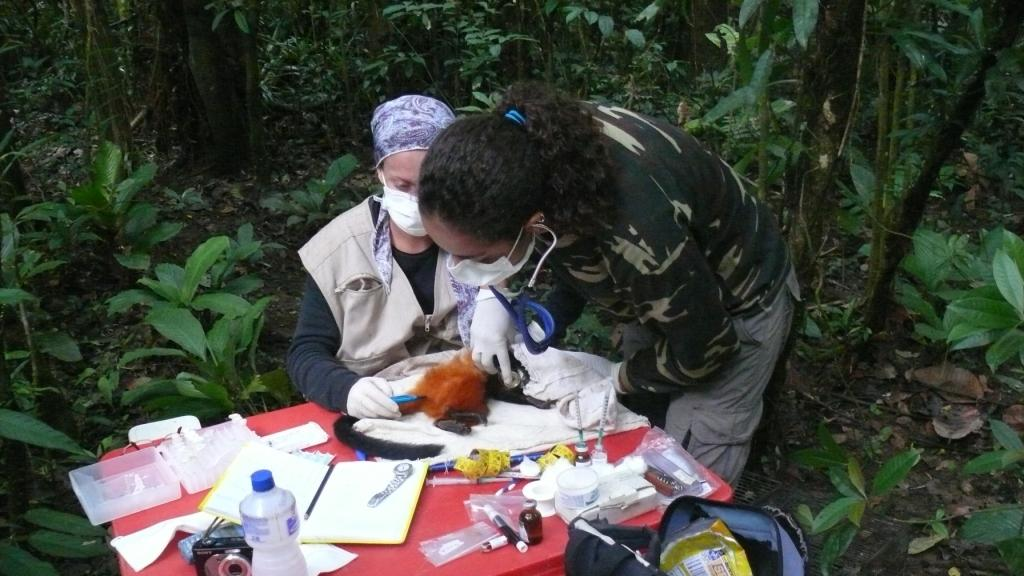
Controllo stato di salute di Leontopithecus caissara

Inoltre, concorre alle campagne di conservazione lanciate dall’EAZA.
- Which fish?
- Silent Forest: asian songbirds crisis
- Let it grow
- Pole to pole campaign
- Madagascar campaign
- Rainforest campaign
- Bushmeat campaign

## Educazione

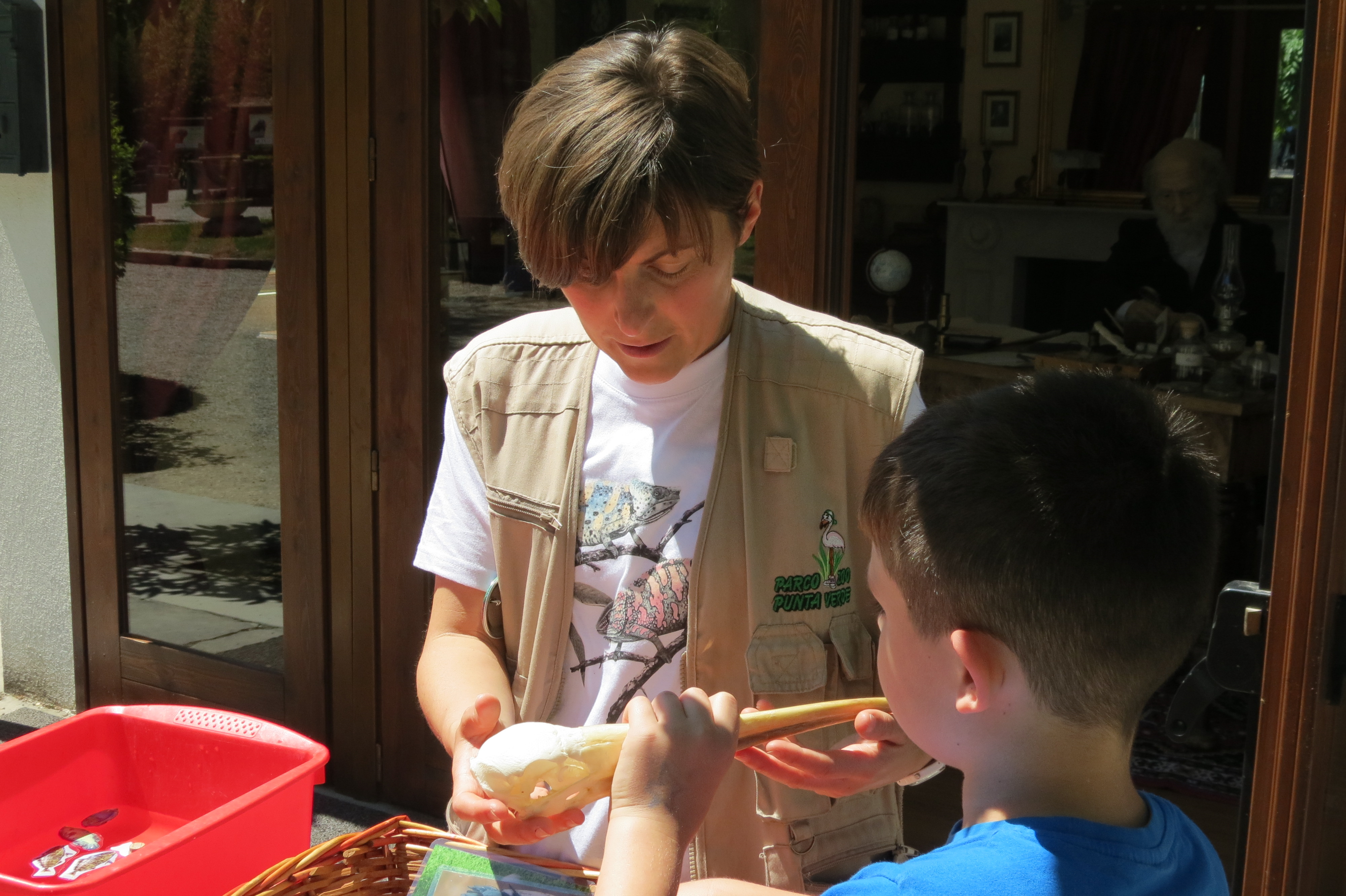
Attività educative presso il Parco Zoo Punta Verde

Il Parco Zoo Punta Verde è un luogo dove imparare a prendersi cura della natura aumentando la consapevolezza di come il nostro vivere quotidiano possa fare la differenza nell'importante azione di tutela della biodiversità. Compito del dipartimento didattico è favorire connessioni positive, emozioni, atteggiamenti, valori ed empatia verso le specie, il mondo naturale, gli zoo e gli acquari.
Il dipartimento didattico del Parco Zoo Punta Verde collabora attivamente con il gruppo di lavoro EduZoo che riunisce gli educatori dell’Unione Italiana dei Giardini Zoologici e Acquari (UIZA). Tale gruppo, attraverso incontri annuali, mette in atto campagne di sensibilizzazione su temi di interesse ambientale e di importanza globale.
- Banditi in natura
- Occhio all’alieno
- Foreste sottosopra
- Millepiedi, Insetti & Co.

## Sostenibilità
Il Parco Zoo Punta Verde si impegna ed attiva azioni per il raggiungimento dei 17 Obiettivi di Sviluppo Sostenibile dell’Agenda 2030 concordati dall’ONU con riferimento alla Strategia sulla Sostenibilità 2020-2030 “Protecting our planet”, redatta dalla Word Association of Zoos and Aquaria (WAZA).

## Ricerca

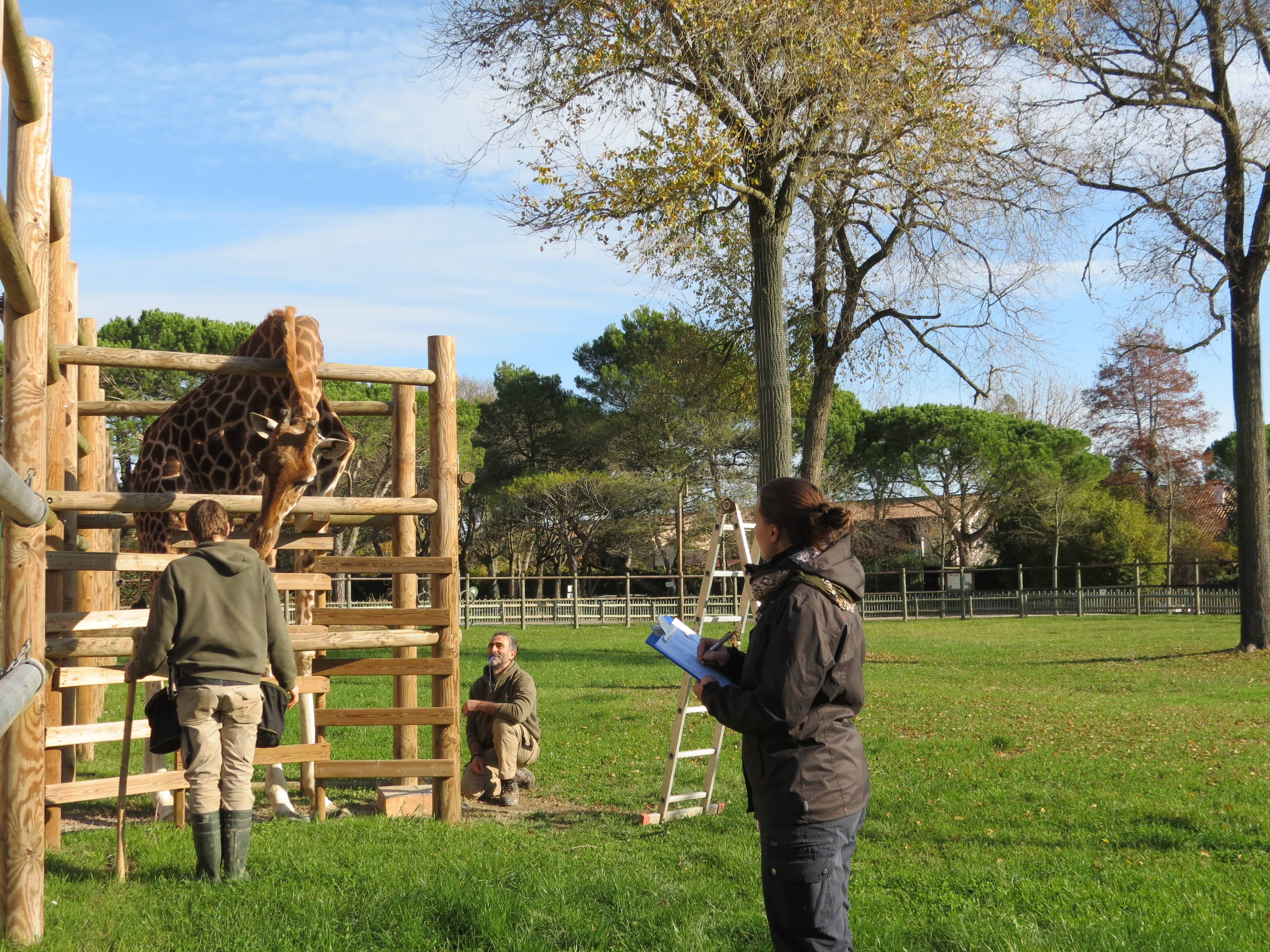
Osservazioni etologiche presso il Parco Zoo Punta Verde

Il Parco Zoo Punta Verde collabora con Istituti ed Enti per favorire la ricerca, la conservazione in situ e per migliorare le proprie tecniche di allevamento ex situ.
Per chi si occupa, come l’Università, di conservazione e monitoraggio in situ, i giardini zoologici rappresentano un enorme potenziale per studi comportamentali e verifica dei metodi utilizzati in campo, in particolare per quanto riguarda specie estremamente elusive. Negli zoo si ha infatti la possibilità di validare metodiche e di sperimentarne di nuove, in condizioni controllate.

## Galleria d'immagini

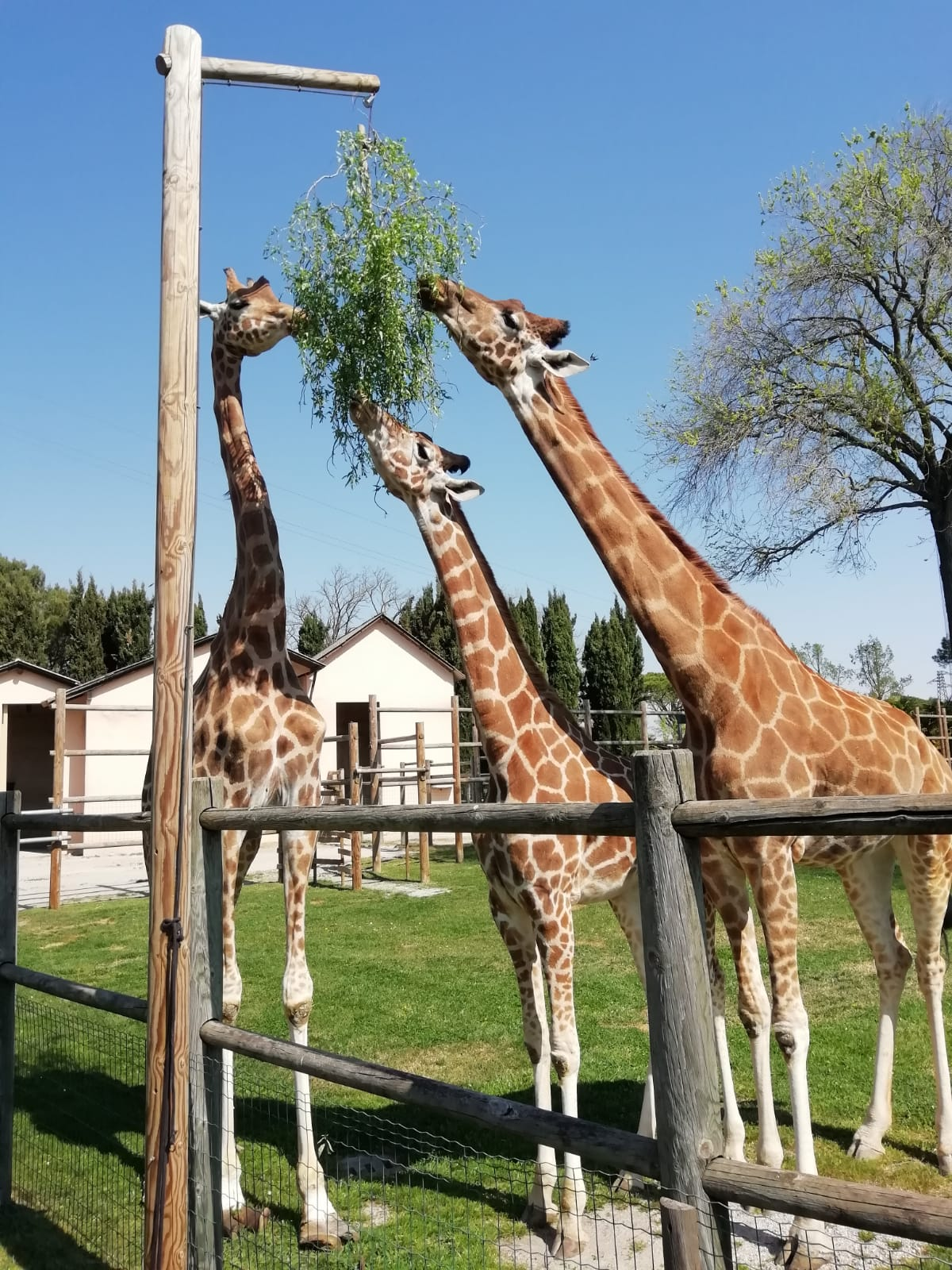
Giraffe
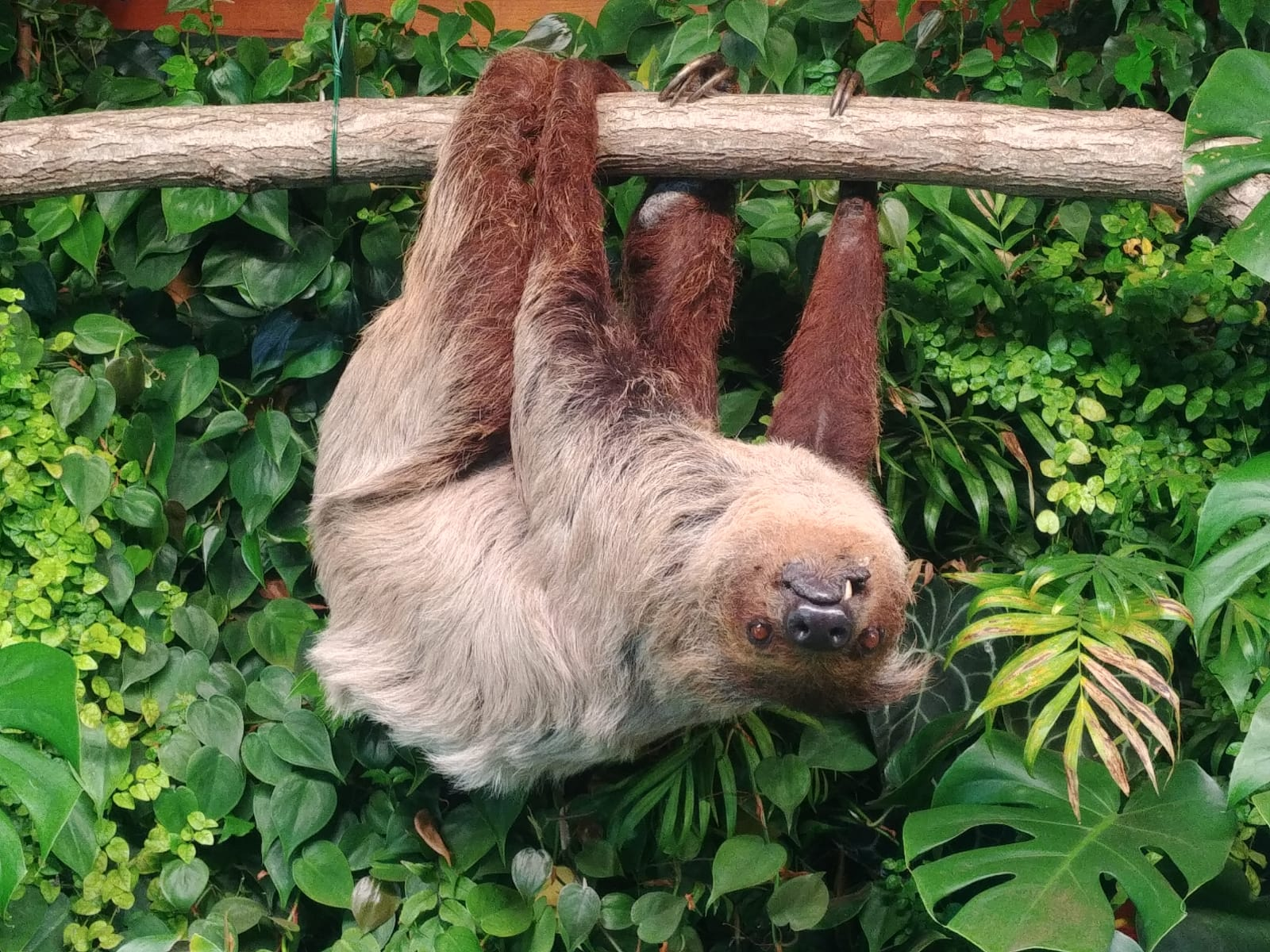
Bradipo didattilo
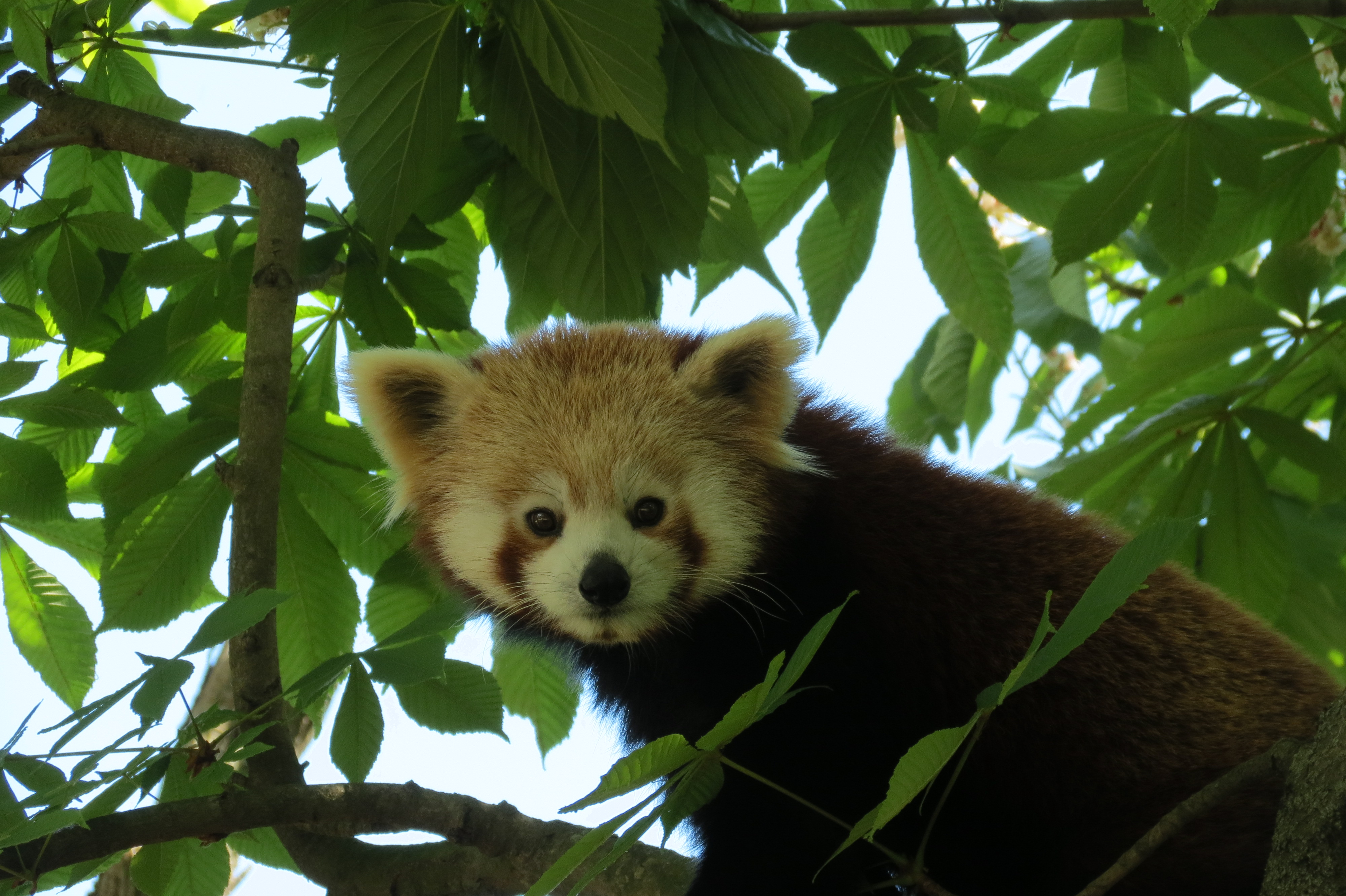
Panda minore
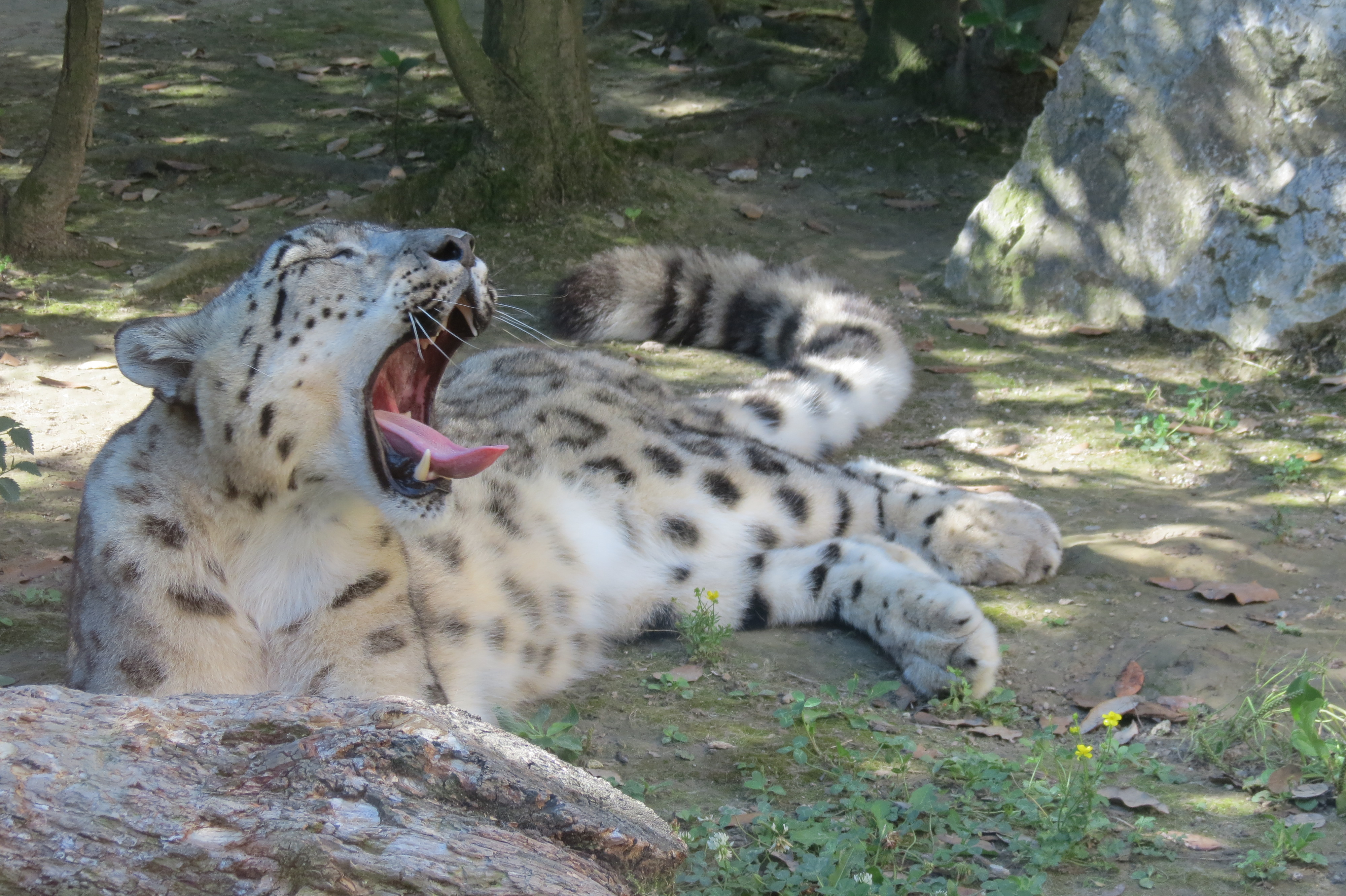
Leopardo delle nevi
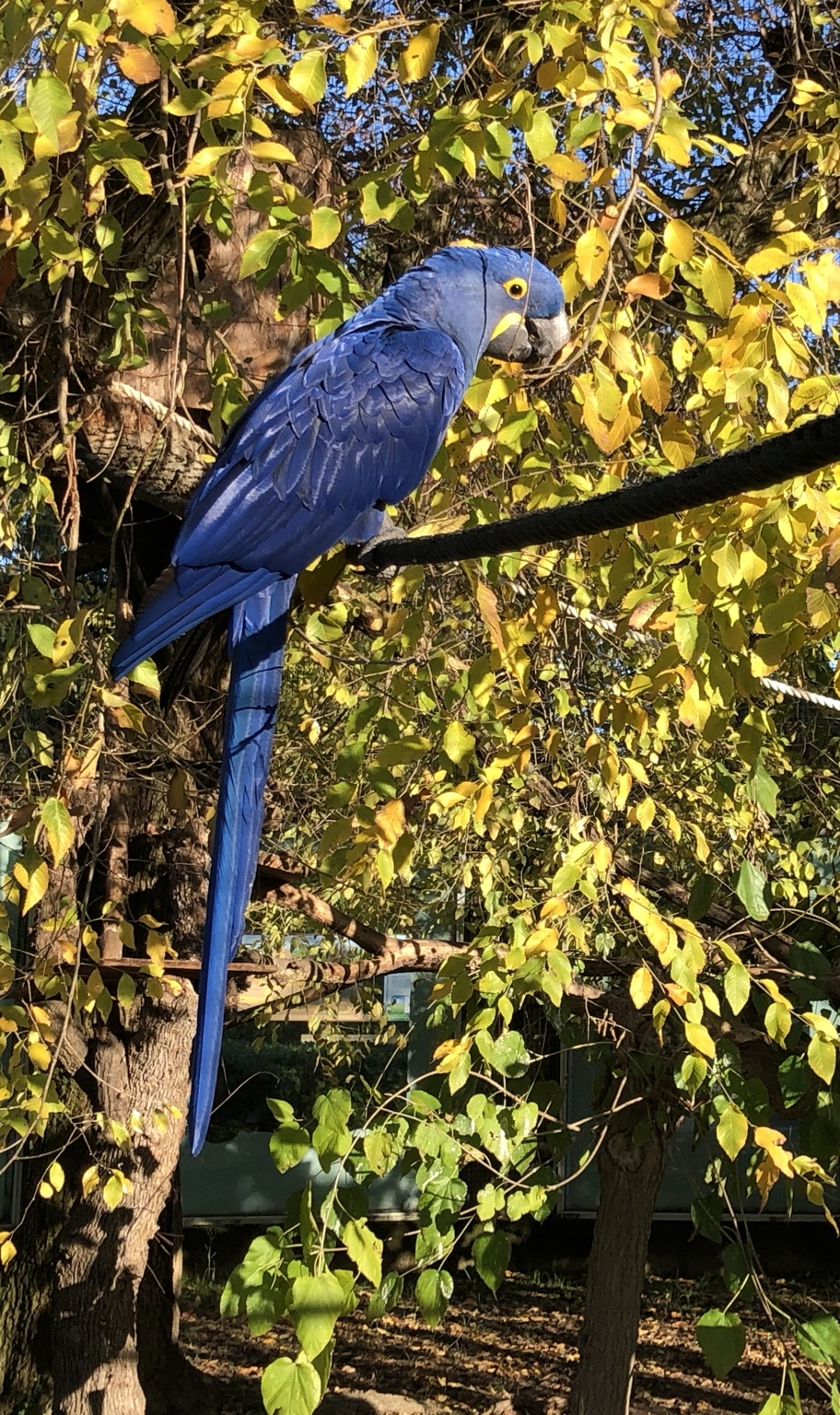
Ara giacinto
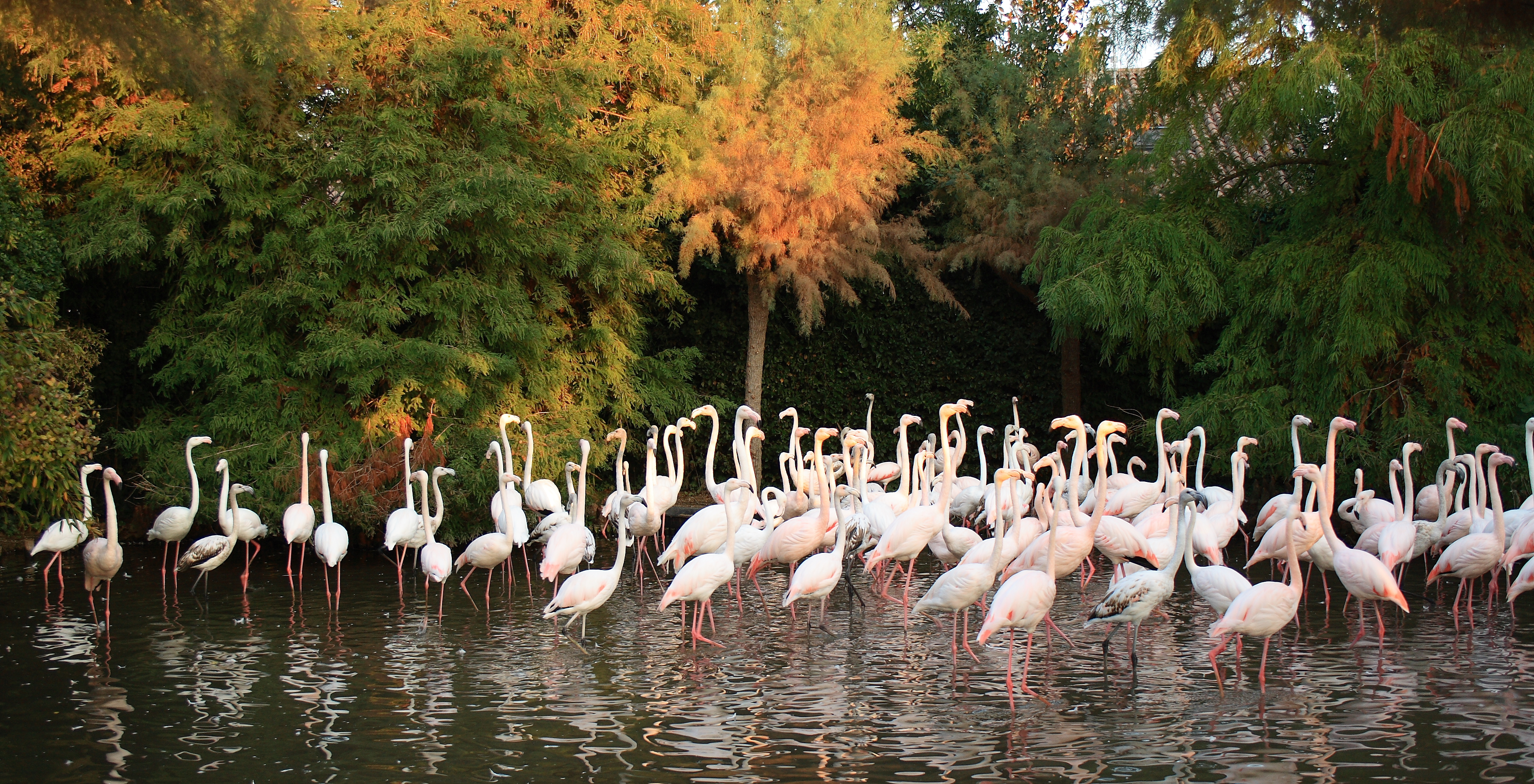
Fenicotteri rosa
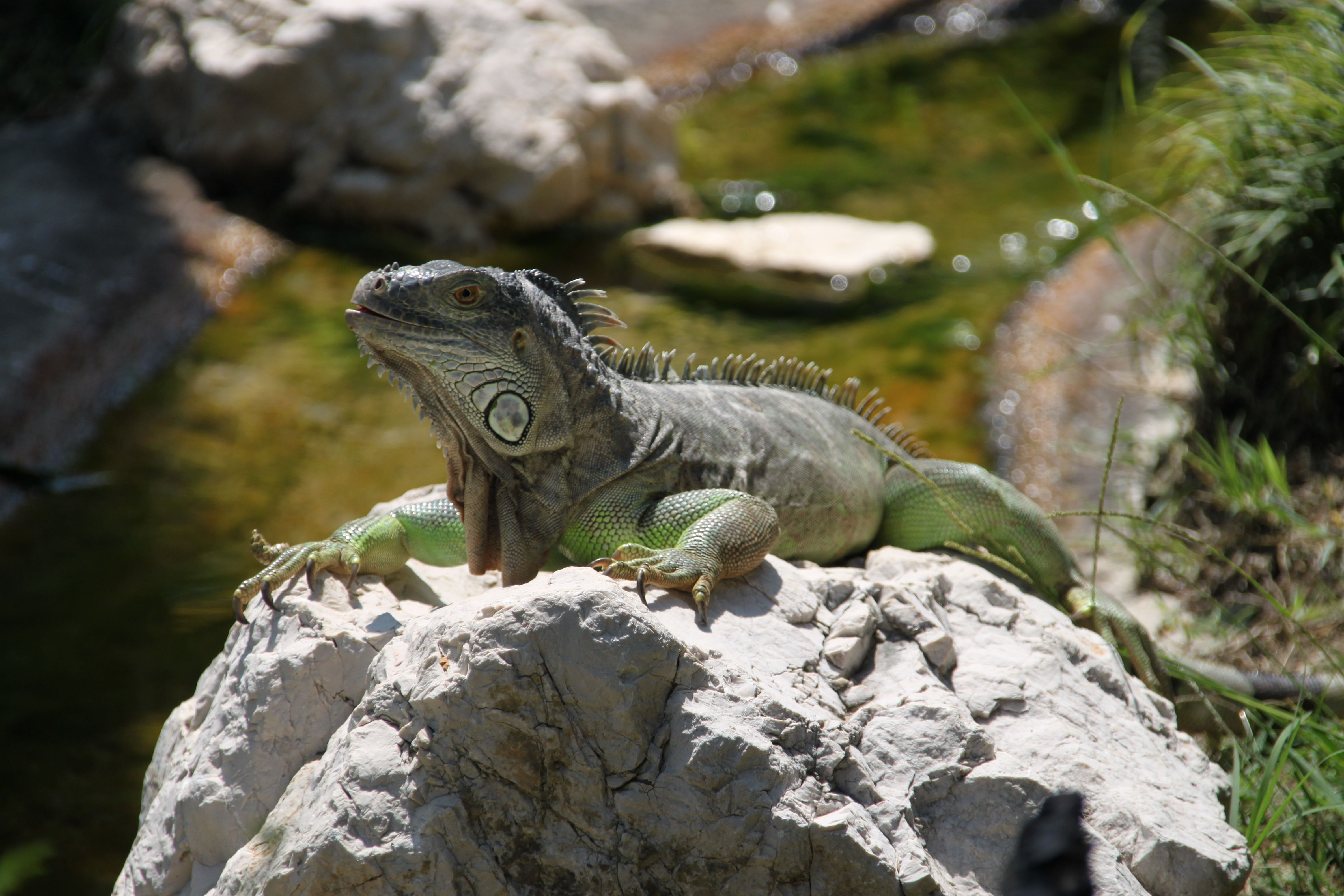
Iguana dai tubercoli